# روبن فيليبس
روبن فيليبس (بالإنجليزية: Robin Phillips)‏ هو مخرج وممثل بريطاني، ولد في 28 فبراير 1942 في المملكة المتحدة، وتوفي في 25 يوليو 2015.

## وصلات خارجية
- روبن فيليبس على موقع IMDb (الإنجليزية)
- روبن فيليبس على موقع ألو سيني (الفرنسية)
- روبن فيليبس على موقع أول موفي (الإنجليزية)
- روبن فيليبس على موقع قاعدة بيانات برودواي على الإنترنت (الإنجليزية)
- روبن فيليبس على موقع قاعدة بيانات الأفلام السويدية (السويدية)
- روبن فيليبس على موقع قاعدة بيانات الفيلم (الإنجليزية)
- روبن فيليبس على موقع كينوبويسك (الروسية)